# ルイス・ドゥルンヴァルダー

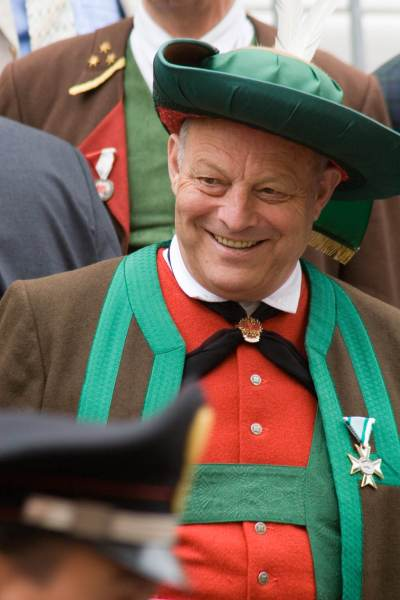
ルイス・ドゥルンヴァルダー（2004年8月撮影）

ルイス・ドゥルンヴァルダー（Luis Durnwalder, 1941年9月23日 - ）は、イタリアの政治家。トレンティーノ＝アルト・アディジェ州知事（在任：2004-2006年、2008-2011年）、同州ボルツァーノ自治県知事（在任：1989-2014年）を歴任した。イタリアの中道左派連合「オリーブの木」に加盟する地方政党、南ティロル人民党 (SVP) に所属。

## 来歴
ボルツァーノ自治県北東部のファルツェス生まれ。大学では法律と農業を学び、学生時代から政治活動を始めた。1969年から1973年まで出身地ファルツェスの町長をつとめた後、1973年に県議会議員となり、さらに1978年から県の行政府メンバーに加わった。1989年、県知事に就任した。
2003年10月26日に行われた州知事選挙で当選し、2004年に県知事と兼任する形で州知事に就任。2006年までの任期を務めた後、2008年から2011年まで再び州知事を務めた。